# Монтебелло (Квебек)

герб Монтебелло

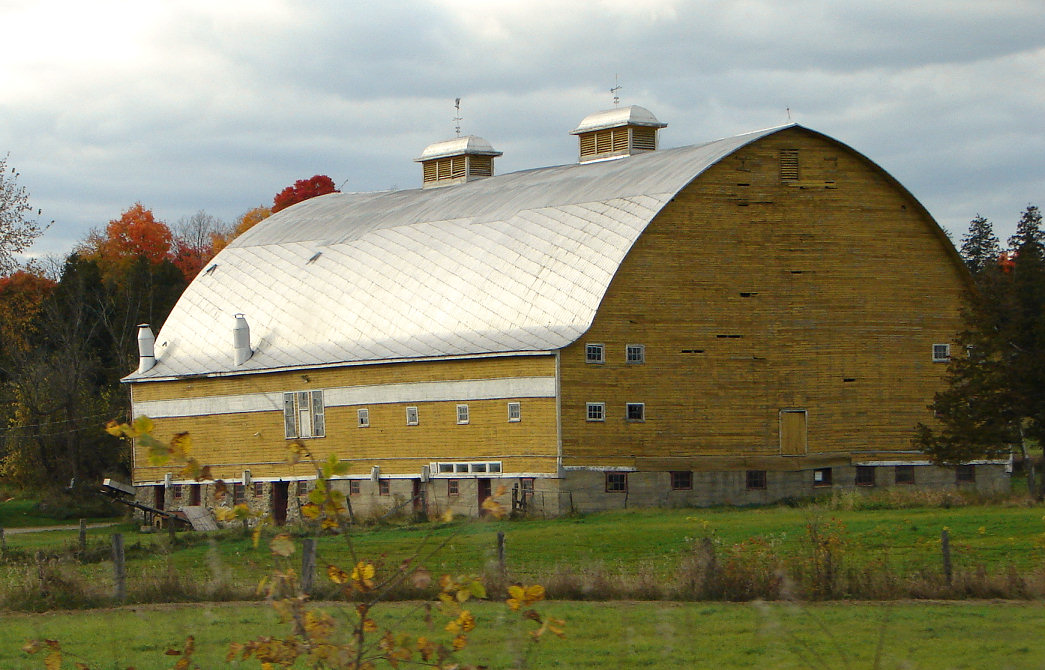
Крестьянский сарай в Монтебелло

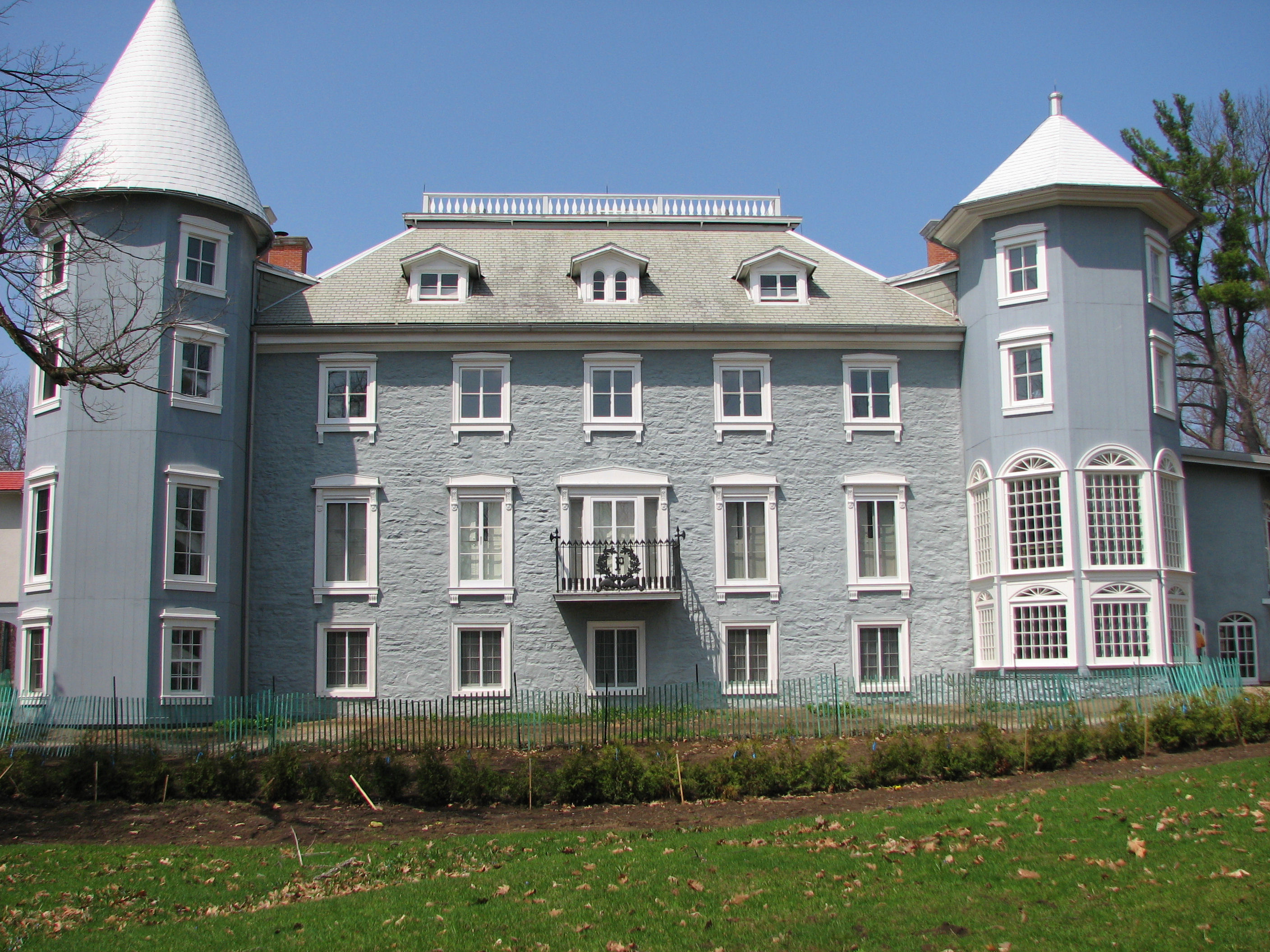
Особняк Папино на территории Шато-Монтебелло

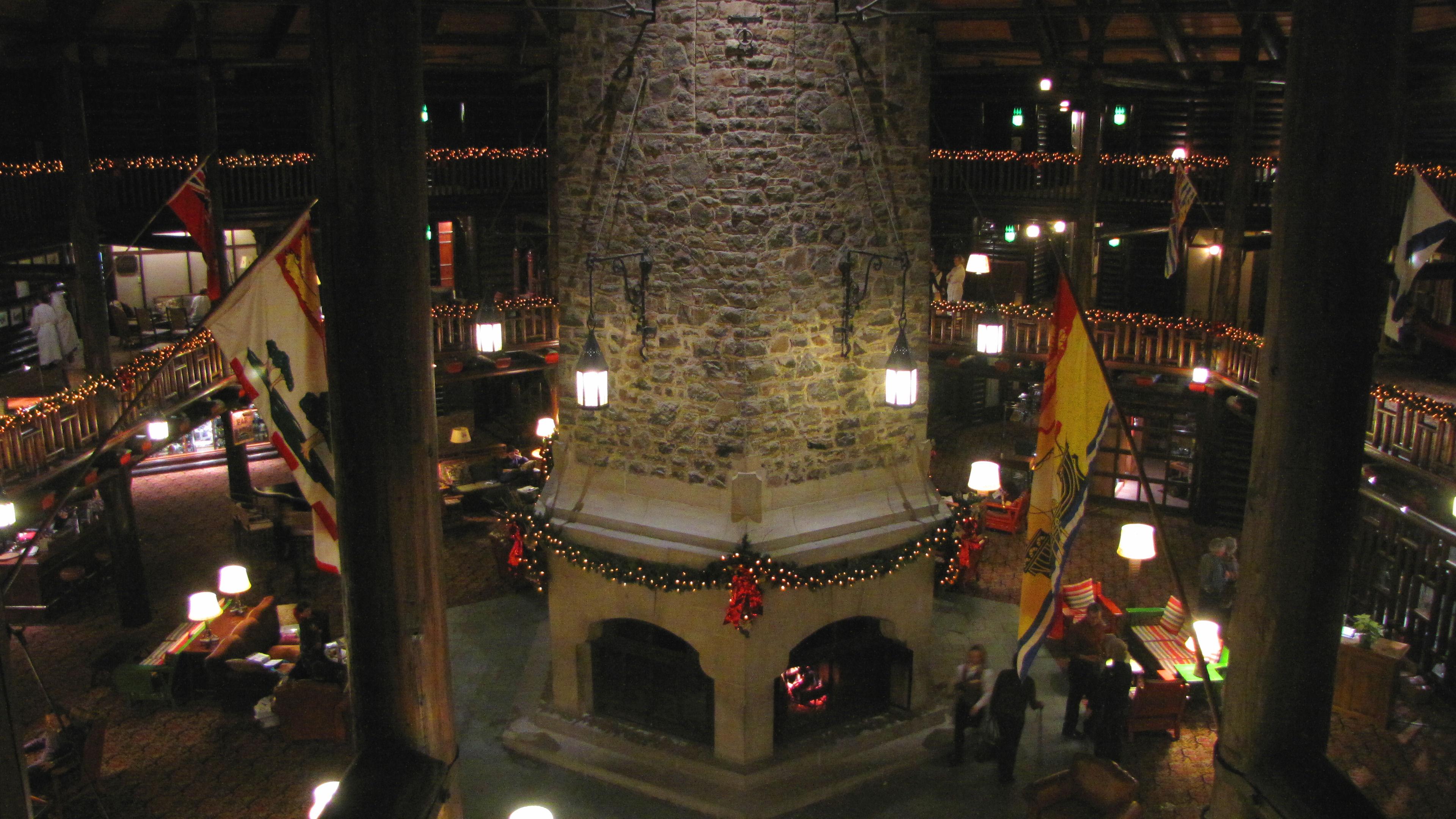
Камин в Шато-Монтебелло, рождество 2009 г.

Монтебелло (фр. Montebello) — муниципалитет в округе Папино, западный Квебек (Канада). Согласно переписи 2001 года, на его территории проживало 1039 постоянных жителей (подавляющее большинство — франкофоны). Общая площадь составляет 7,95 км². Расположен на восточной оконечности Национального столичного региона.
Монтебелло известен как место, где проживали известные канадские политики Луи-Жозеф Папино и его внук Анри Бурасса.
Достопримечательностью Монтебелло является курорт Шато-Монтебелло. Здесь в 1983 г. проходил саммит группы ядерного планирования НАТО, а в 1981 г. — экономический саммит Большой семёрки.
Сафари-парк «Омега» находится непосредственно к северу от Монтебелло, на территории деревни Нотр-Дам-де-Бонсекур.

## История
В 1801 г. Жозеф Папино приобрёл земли индейцев в этом районе, после чего здесь стали селиться европейцы. Позднее, в 1817 г., земли унаследовал Луи-Жозеф Папино, который начиная с 1846 г. стал здесь строить поместье Монтебелло (в настоящее время отнесено к Национальным историческим памятникам Канады). Рядом с поместьем находится Музей семьи Папино (около 1880), внесённый в Канадский реестр исторических мест.
Считается, что Луи-Жозеф Папино дал местности название Монтебелло в 1854 г. в честь Наполеона-Огюста Ланна, носившего титул Герцога Монтебелло (1801—1874) — французского дипломата и министра иностранных дел в 1839 г., с которым Папино познакомился, находясь в изгнании во Франции в 1839—1845 гг.
В 1855 г. в деревне была открыта почта. В 1878 г. она отделились от приходского муниципалитета Нотр-Дам-де-Бонсекур с образованием деревенского муниципалитета Монтебелло. 2 августа 2003 г. статус был повышен — из деревни Монтебелло стало обычным муниципалитетом.
Президент США (Джордж Буш-младший), премьер-министр Канады (Стивен Харпер) и президент Мексики (Фелипе Кальдерон) провели в Шато-Монтебелло трёхстороннюю встречу по безопасности в Северной Америке 20-21 августа 2007 г. Во время саммита вокруг Монтебелло собралось около 1200 протестующих демонстрантов — представителей профсоюзов, экологических активистов, представителей различных партий и неправительственных организаций.